# Негативни трансфер
Негативни трансфер је трансфер који резултује изражавањем непријатељства или неповерења клијента према терапеуту или другом члану групе. Психоаналитичка теорија сматра да негативни трансфер отежава или онемогућава терапију иако увек постоји најчешће као латентан.